# Pfaffia eriantha
Pfaffia eriantha är en amarantväxtart som först beskrevs av Jean Louis Marie Poiret, och fick sitt nu gällande namn av Carl Ernst Otto Kuntze. Pfaffia eriantha ingår i släktet Pfaffia och familjen amarantväxter. Inga underarter finns listade i Catalogue of Life.